# Baggio Rakotoarisoa
Pour les articles homonymes, voir Rakotoarisoa.
Jean Romario Baggio Rakotoarisoa, né le 24 janvier 1996 à Antananarivo, est un footballeur international malgache qui joue au poste de milieu de terrain à La Jeanne d'Arc.

## Biographie

### En équipe nationale
Il reçoit sa première sélection en équipe de Madagascar le 22 avril 2017, contre le Malawi. Ce match gagné sur le score de 1-0 entre dans le cadre des éliminatoires du championnat d'Afrique des nations 2018.
Par la suite, il participe à la Coupe COSAFA en 2017 puis en 2018. Lors de l'édition 2017, il ne joue qu'un seul match. Lors de l'édition 2018, il est cette fois-ci titulaire et joue six matchs. Madagascar se classe quatrième du tournoi. 
Il est ensuite retenu par le sélectionneur Nicolas Dupuis afin de participer à la Coupe d'Afrique des nations 2019 organisée en Égypte.

## Palmarès
- Vainqueur de la Coupe de Madagascar en 2017[4] et en 2019[5] avec le Fosa Juniors
- Champion de Madagascar en 2019[6] avec le Fosa Juniors